# Bướm lẳng lơ cánh vàng
Bướm lẳng lơ cánh vàng (Delias agostina) là một loài bướm kích thước trung bình thuộc họ Pieridae, có màu vàng và trắng.

## Hình ảnh

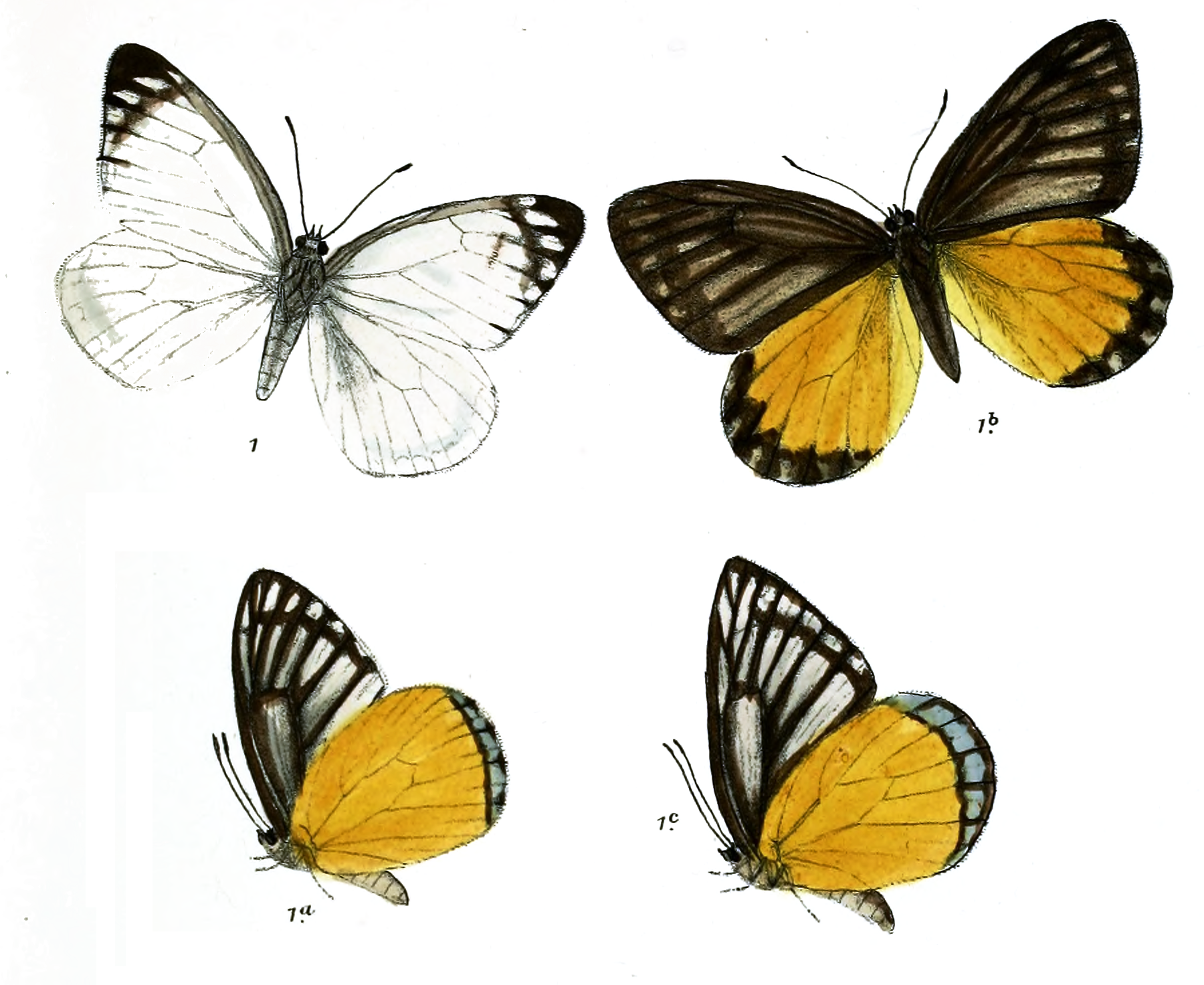
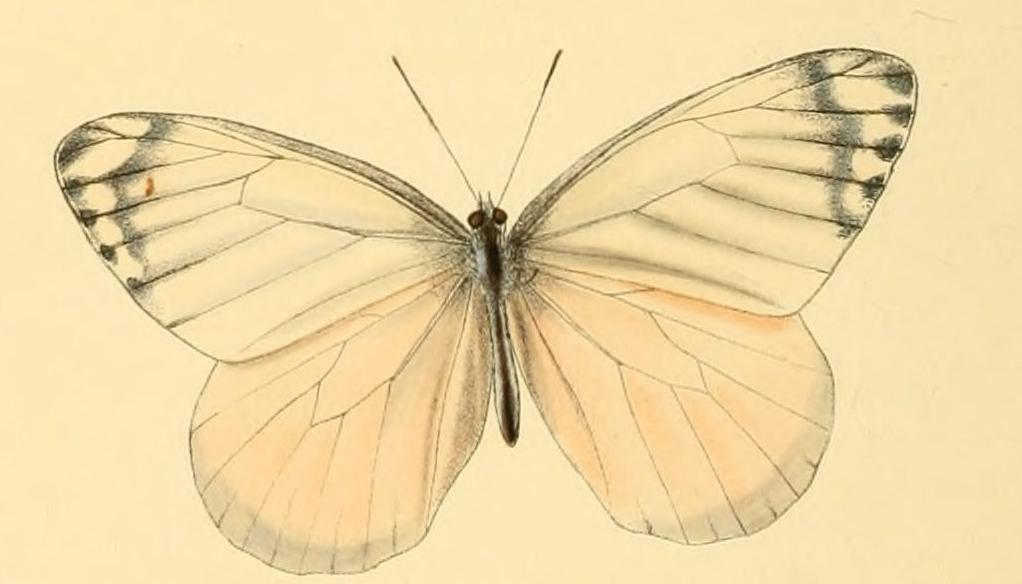
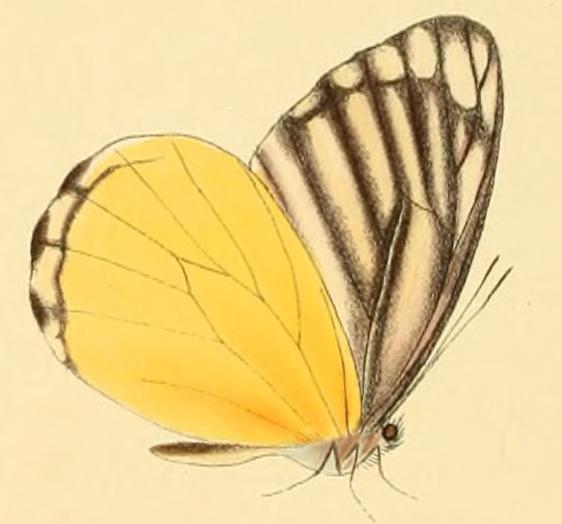
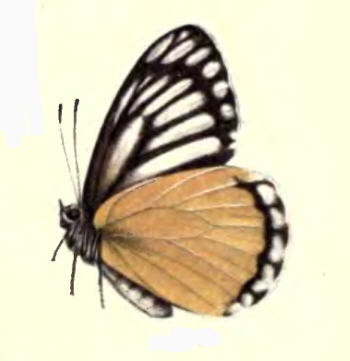